# Rei Higuchi
Rei Higuchi (jap. 樋口黎 Higuchi Rei; ur. 28 stycznia 1996 w prefekturze Osaka) – japoński zapaśnik walczący w stylu wolnym. Złoty medalista olimpijski z Paryża 2024 w kategorii 57 kg i srebrny z Rio de Janeiro 2016 w tej samej wadze. 
Mistrz świata w 2022 i drugi w 2023. Złoty medalista mistrzostw Azji w 2022 i brązowy w 2017. Pierwszy na MŚ U-23 w 2018 roku.